# Бендз, Вильгельм
Вильгельм Фердинанд Бендз (дат. Wilhelm Ferdinand Bendz; 20 марта 1804, Оденсе — 14 ноября 1832, Виченца) — датский живописец эпохи Золотого века Дании академического направления стиля бидермайер.

## Жизнь и творчество
Художественное образование получил в 1820—1825 годах в Датской королевской академии искусств в Копенгагене под руководством профессора К. В. Эккерсберга. В 1825 году при окончании Академии Бендзу была присуждена золотая медаль. Основной темой произведений художника были сценки бытового жанра и портреты, а также картины аллегорического и исторического жанров. Значительное влияние в последующем на его творчество оказала немецкая живопись, в особенности мюнхенская академическая художественная школа и стиль бидермайер.
После окончания учёбы Бендз выставлял свои картины в 1826, 1827 и 1828 годах во дворце Шарлоттенборг в Копенгагене; три из них были приобретены для королевского собрания. В этот период художник работал ассистентом Эккерсберга в его мастерской. Здесь он занимался в основном рутинной работой — реставрировал старинные полотна из замка Кристиансборг, пострадавшие при пожаре 1794 года, копировал картины Эккерсберга и многое другое. В 1830 году Бендз отправился в длительную учебную поездку по Европе. Посетив Дрезден и Берлин, он в 1831 году на год остановился в Мюнхене. Осенью 1832 года Бендз прибыл в Италию и направился в Рим. В Венеции он встречался со своим другом и бывшим соучеником по датской Академии, Детлефом Блунком, и далее они путешествовали вместе. Однако Бендз ещё в Венеции заболел воспалением лёгких. В Виченце он скончался от этой болезни.

## Галерея

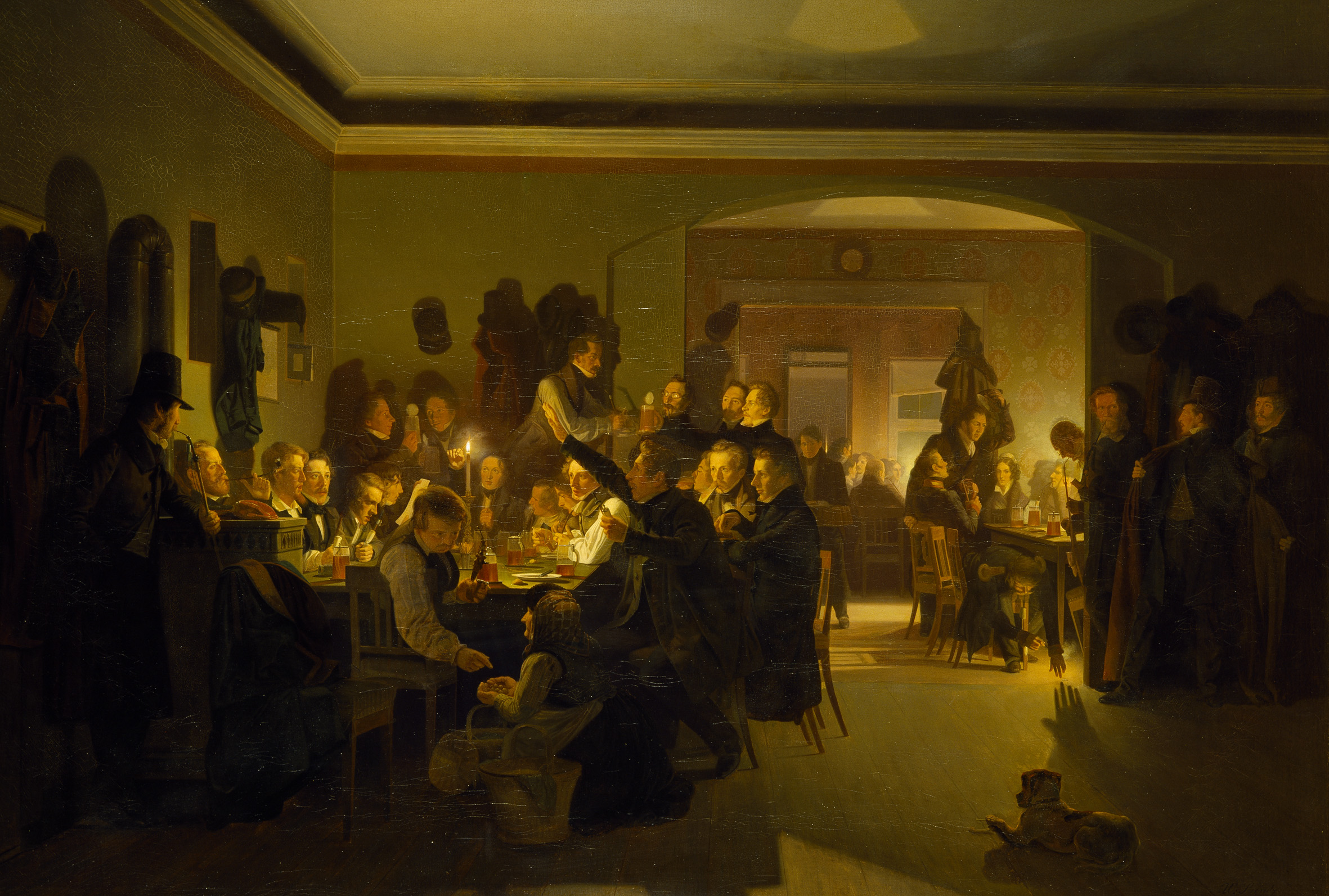
Художники в мюнхенской кофейне. 1832. Холст, масло. Музей Торвальдсена, Копенгаген
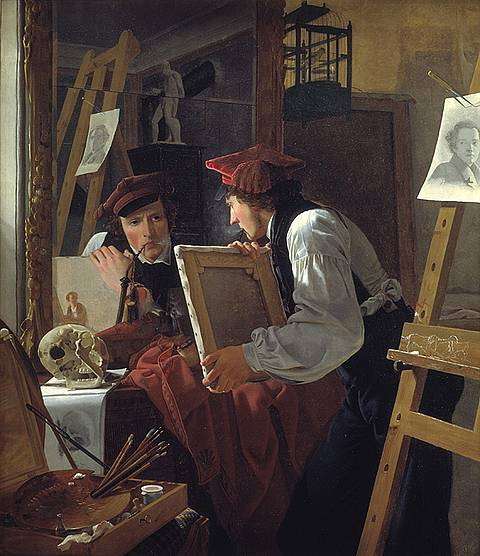
Молодой художник (Детлеф Блунк) смотрит на эскиз через зеркало. 1826. Холст, масло. Государственный музей искусств, Копенгаген
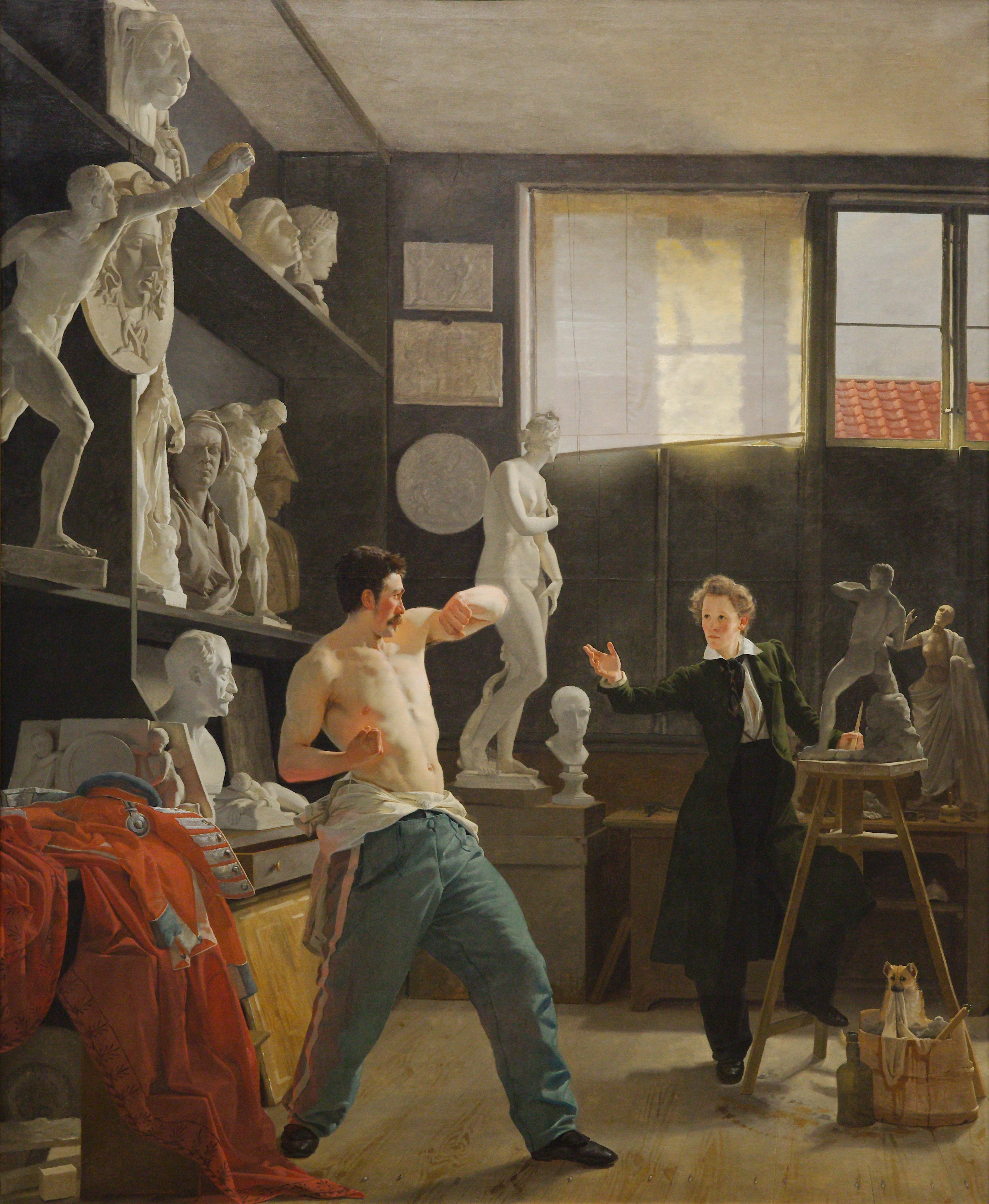
Скульптор Кристен Кристенсен, работающий с натуры в своей мастерской. 1827. Холст, масло. Государственный музей искусств, Копенгаген
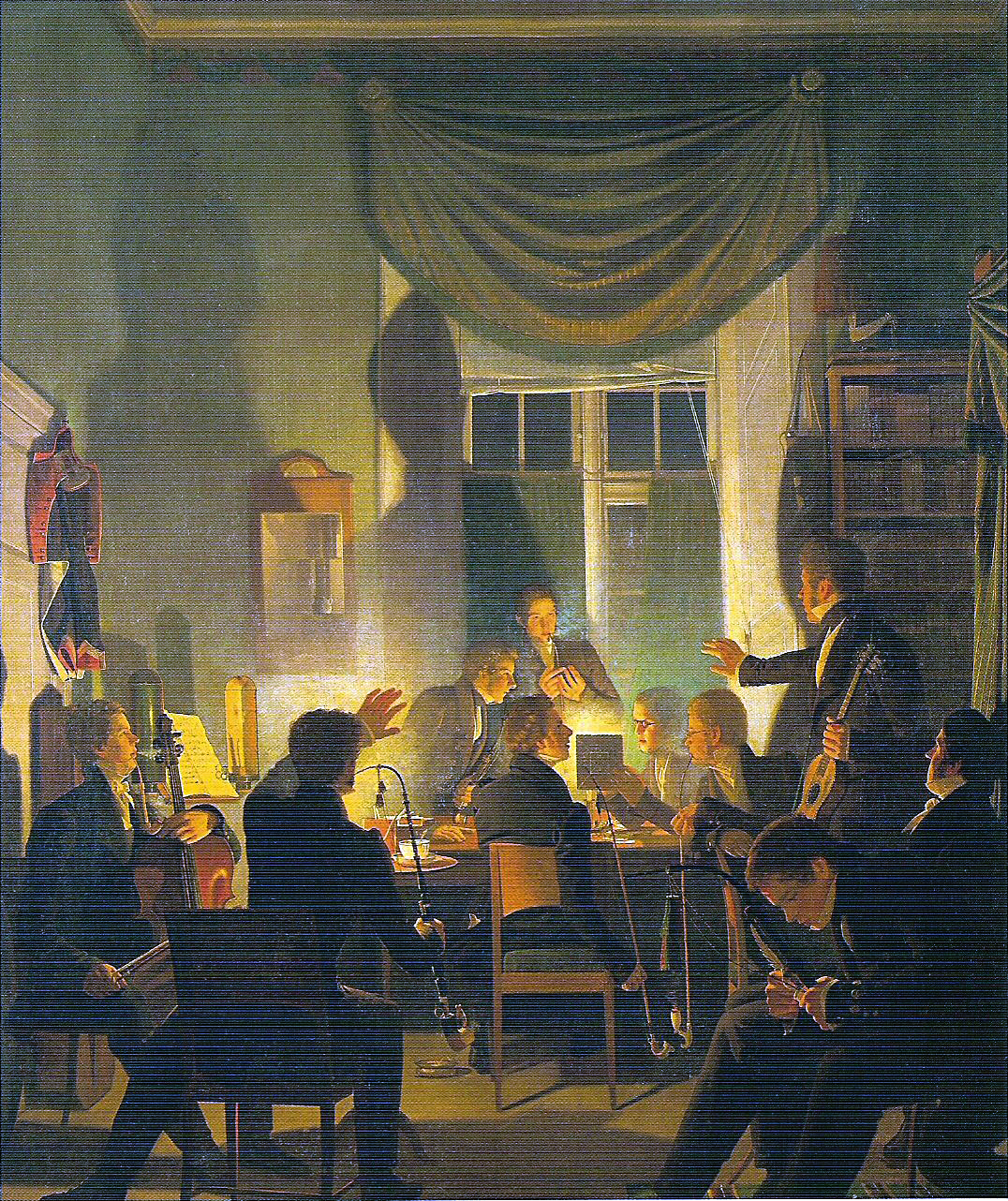
Курильщики. 1828. Холст, масло. Глиптотека Карлсберг, Копенгаген
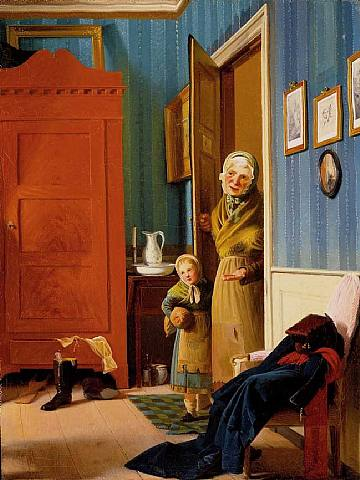
Визит нищенки с ребёнком. 1829. Холст, масло. Частное собрание
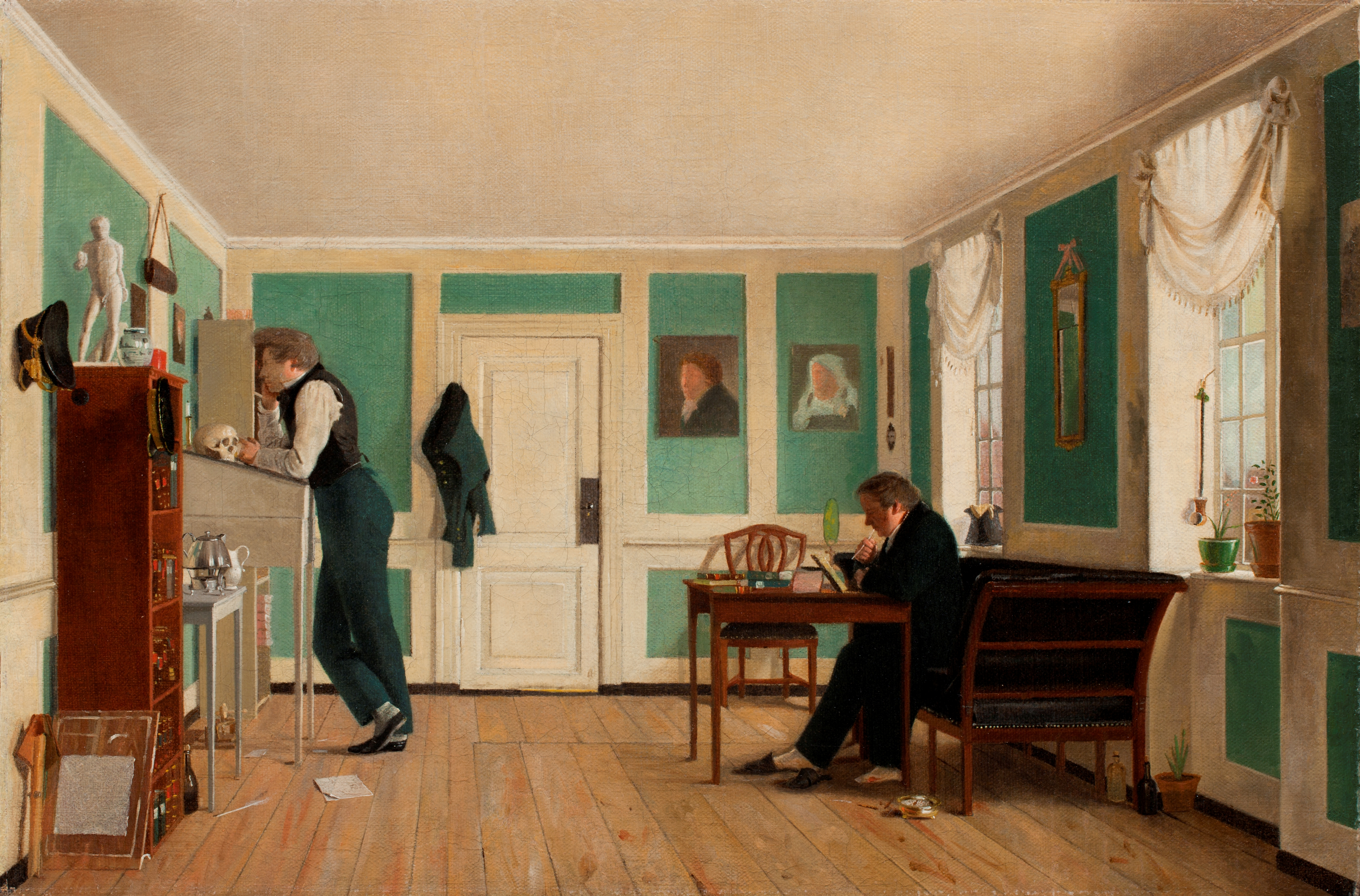
Комната на улице Амалиегаде. Ок. 1826. Холст, масло. Частное собрание
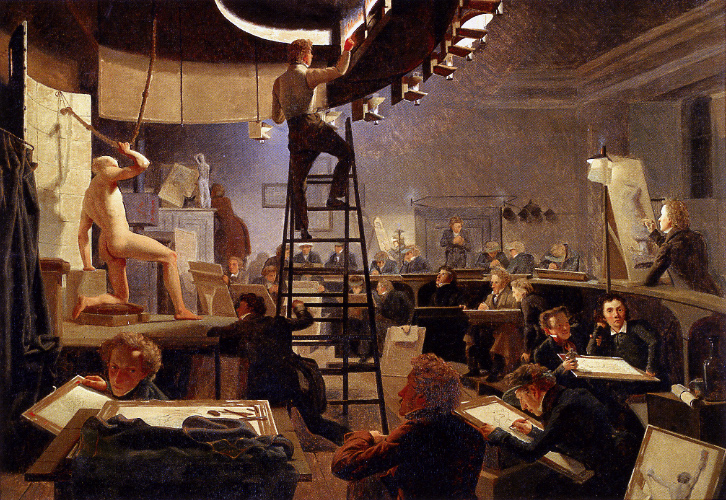
Натурный класс в Академии искусств в Копенгагене. 1826. Холст, масло. Государственный музей искусств, Копенгаген
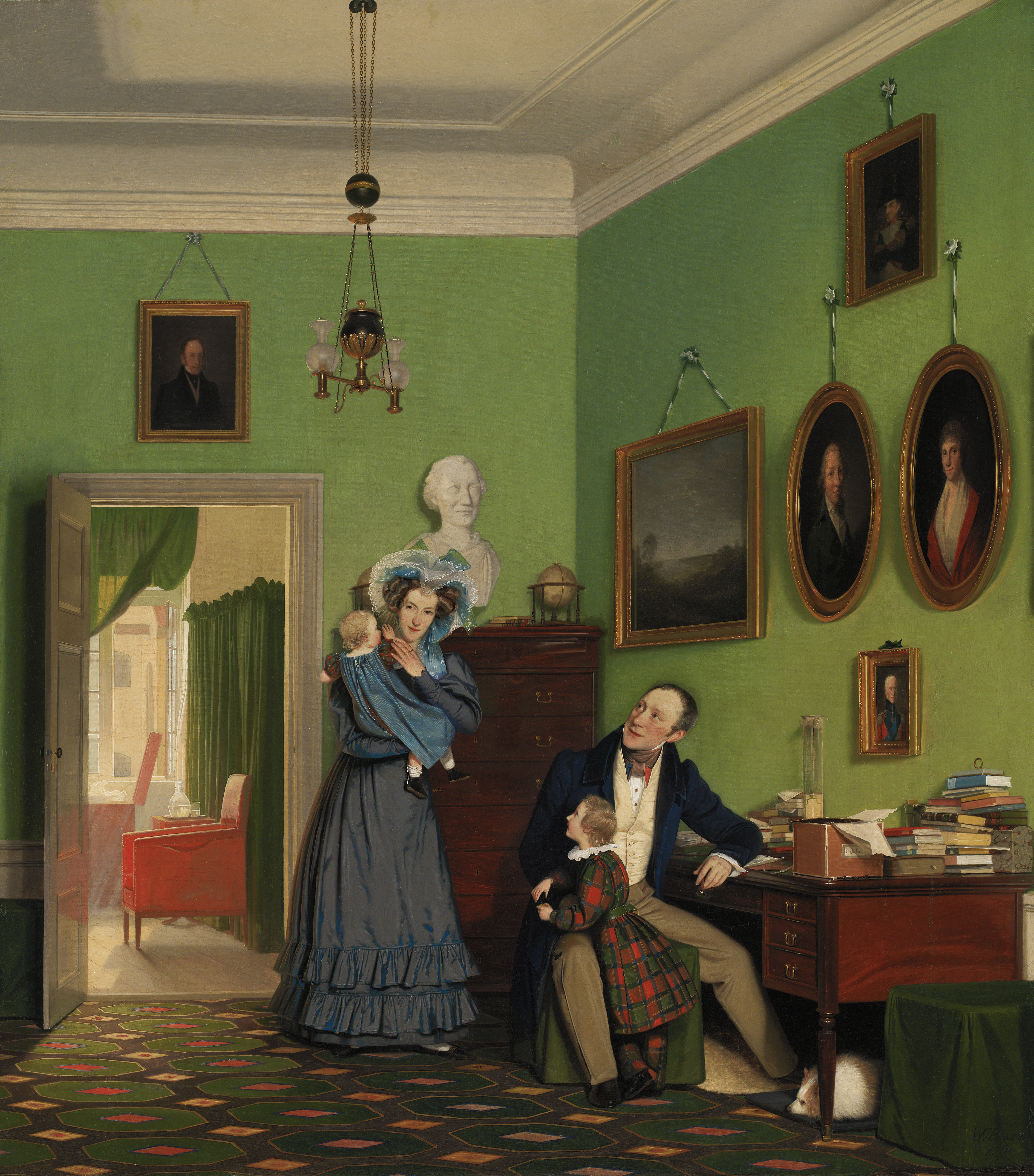
Семья Ваагепетерсен. 1830. Холст, масло. Государственный музей искусств, Копенгаген